# Condado de Kiowa (Kansas)
El condado de Kiowa (en inglés: Kiowa County), fundado en 1867, es uno de 105 condados del estado estadounidense de Kansas. En el año 2000, el condado tenía una población de 3,278 habitantes y una densidad poblacional de 2 personas por km². La sede del condado es Greensburg. El condado recibe su nombre en honor a la tribu Kiowa.

## Geografía
Según la Oficina del Censo, el condado tiene un área total de 1872 km² (722,8 mi²), de la cual 1871 km² (722,4 mi²) es tierra y 0 km² (0 mi²) (0.03%) es agua.

### Condados adyacentes
- Condado de Edwards (norte)
- Condado de Crawford (este)
- Condado de Barber (sureste)
- Condado de Comanche (sur)
- Condado de Clark (suroeste)
- Condado de Ford (oeste)

## Demografía
Según la Oficina del Censo en 2000, los ingresos medios por hogar en el condado eran de $31,576, y los ingresos medios por familia eran $40,950. Los hombres tenían unos ingresos medios de $29,063 frente a los $20,764 para las mujeres. La renta per cápita para el condado era de $17,207. Alrededor del 10.80% de la población estaban por debajo del umbral de pobreza.

## Transporte

### Autopistas principales
- U.S. Route 54
- Ruta Estatal de Kansas 34

## Localidades
Población estimada en 2006;
- Greensburg, 1,452 (sede)
- Haviland, 589
- Mullinville, 266

### Áreas no incorporadas
- Belvidere
- Wellsford

### Municipios
El condado de Kiowa está dividido entre 1 municipios. El condado no tiene ninguna ciudad independiente a nivel de gobierno, y todos los datos de población para el censo de las ciudades son incluidas en el municipio.

## Educación

### Distritos escolares
- Greensburg USD 422 (destruido por un tornado)
- Mullinville USD 324
- Haviland USD 474